# Pattadakal
Pattadakal (kannada nyelven:  ಪಟ್ಟದಕಲ್ átírva: Paṭṭadakal ) kisváros India területén, Karnátaka szövetségi államban. Bengalurutól kb. 500 km-re ÉNy-ra, Bídzsápurtól kb. 120 km-re délre fekszik. 7 - 8. századi templomairól híres. A közelében fekvő Badami, Aihole és Mahakuta települések szintén hasonló stílusú és korú templomaikról ismertek. 
A történelmi és archeológiai park a Malaprabha folyó mellett található; 1987 óta az UNESCO világörökség része. 
Templomai a Csálukja-dinasztia uralma alatt épültek, amelyek közül a 680-ban épült Papanáth és a 740-ben épült Virupáksa templomok emelkednek ki. 

## Galéria

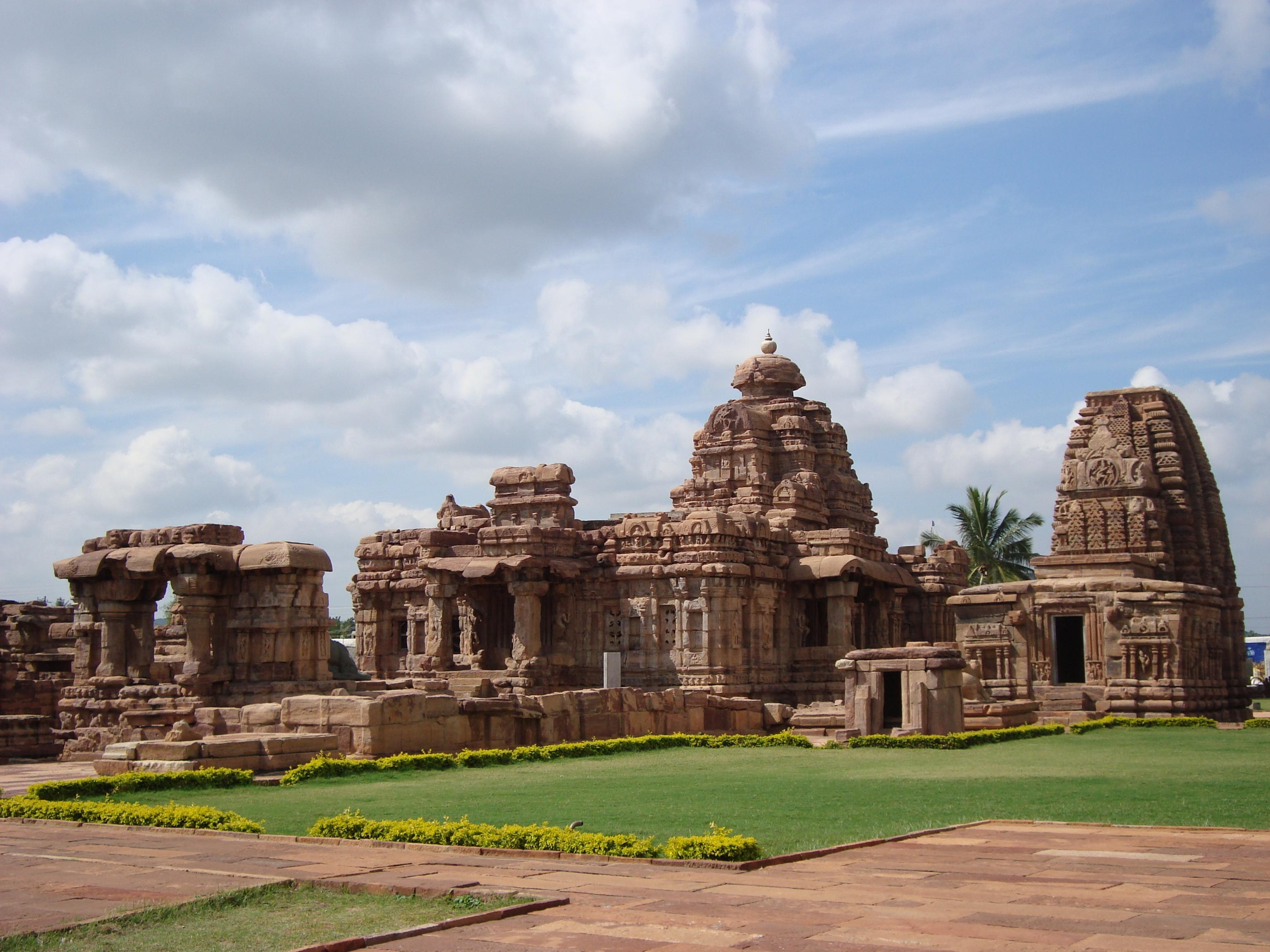
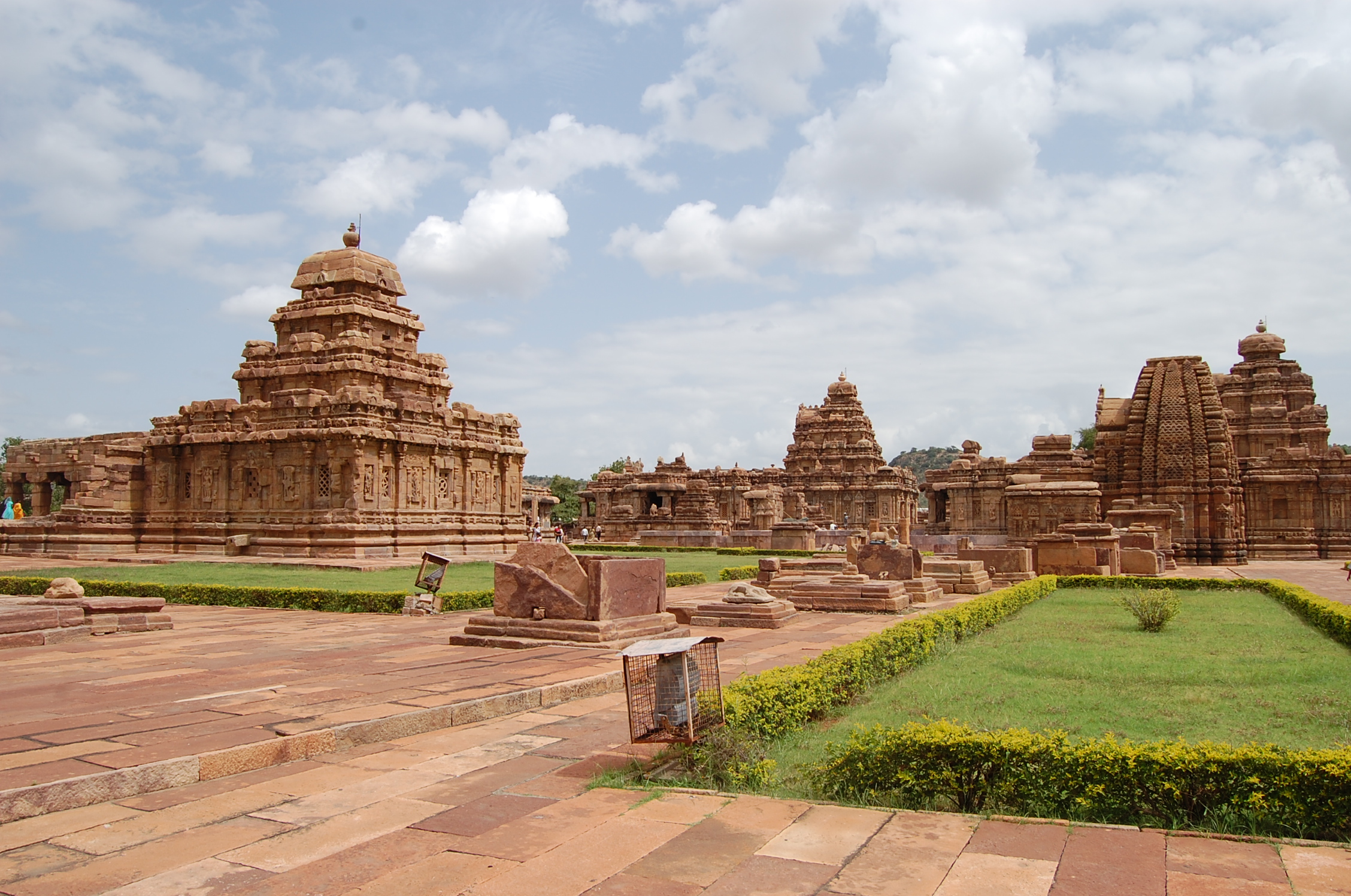
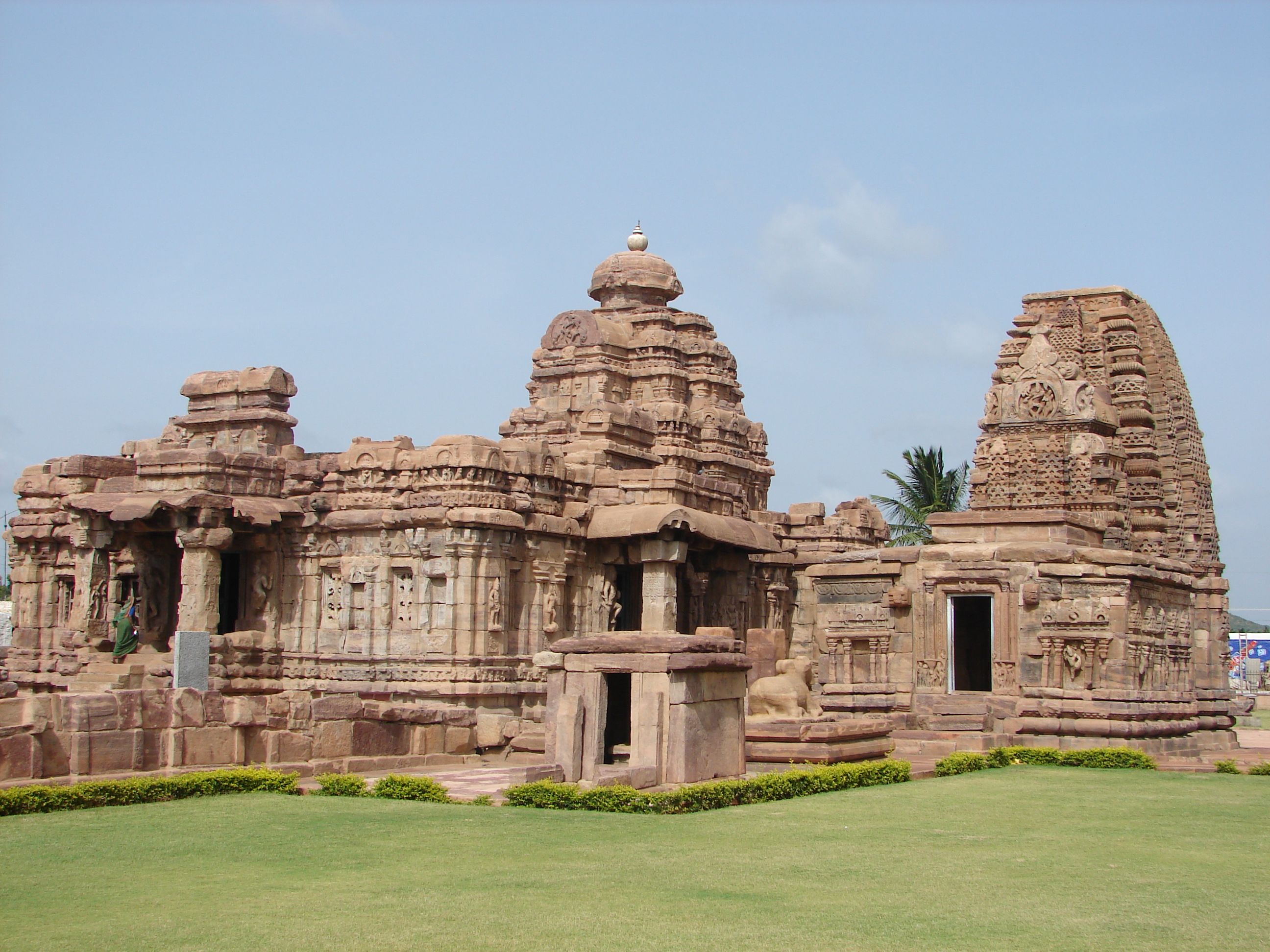
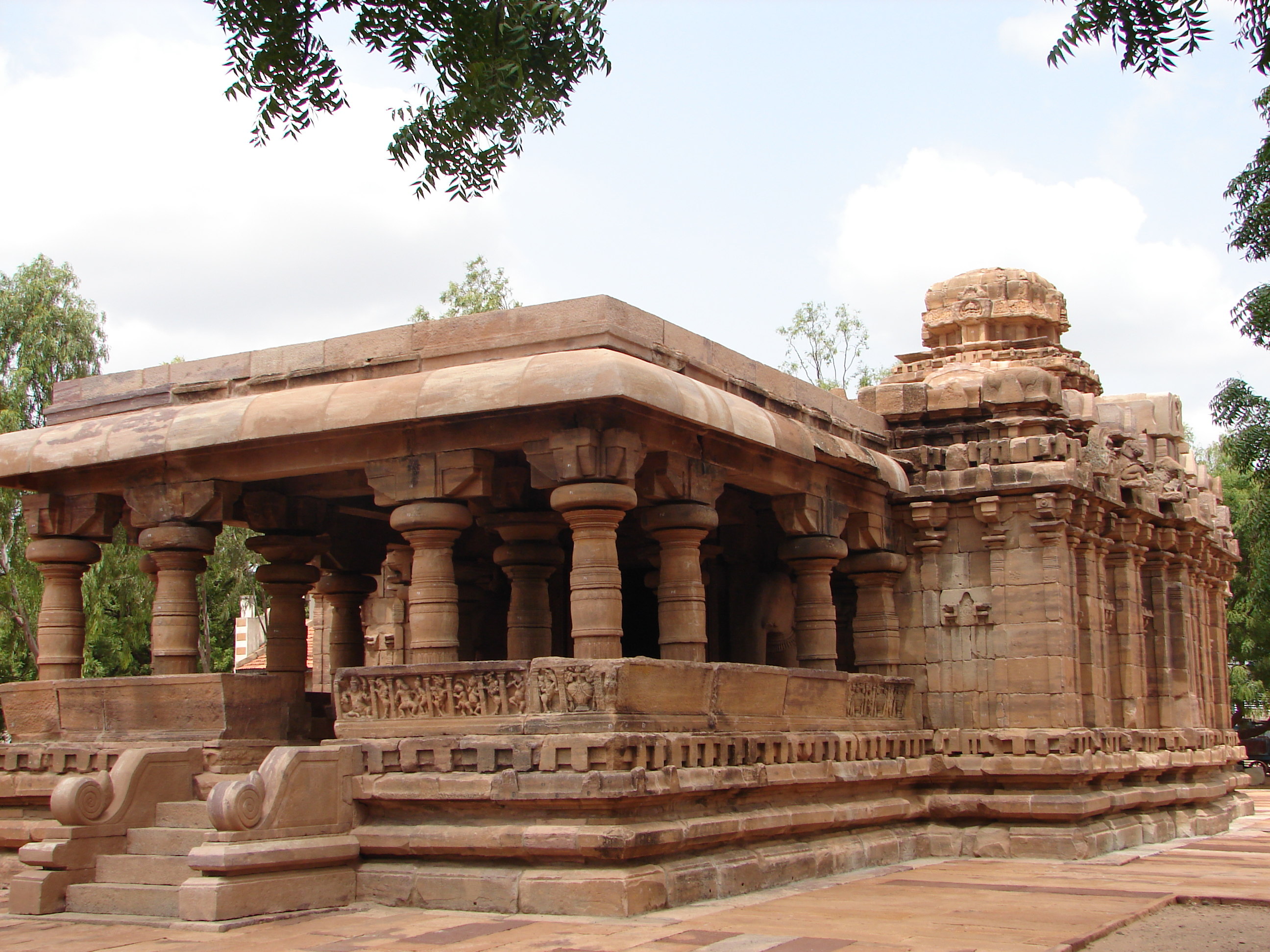
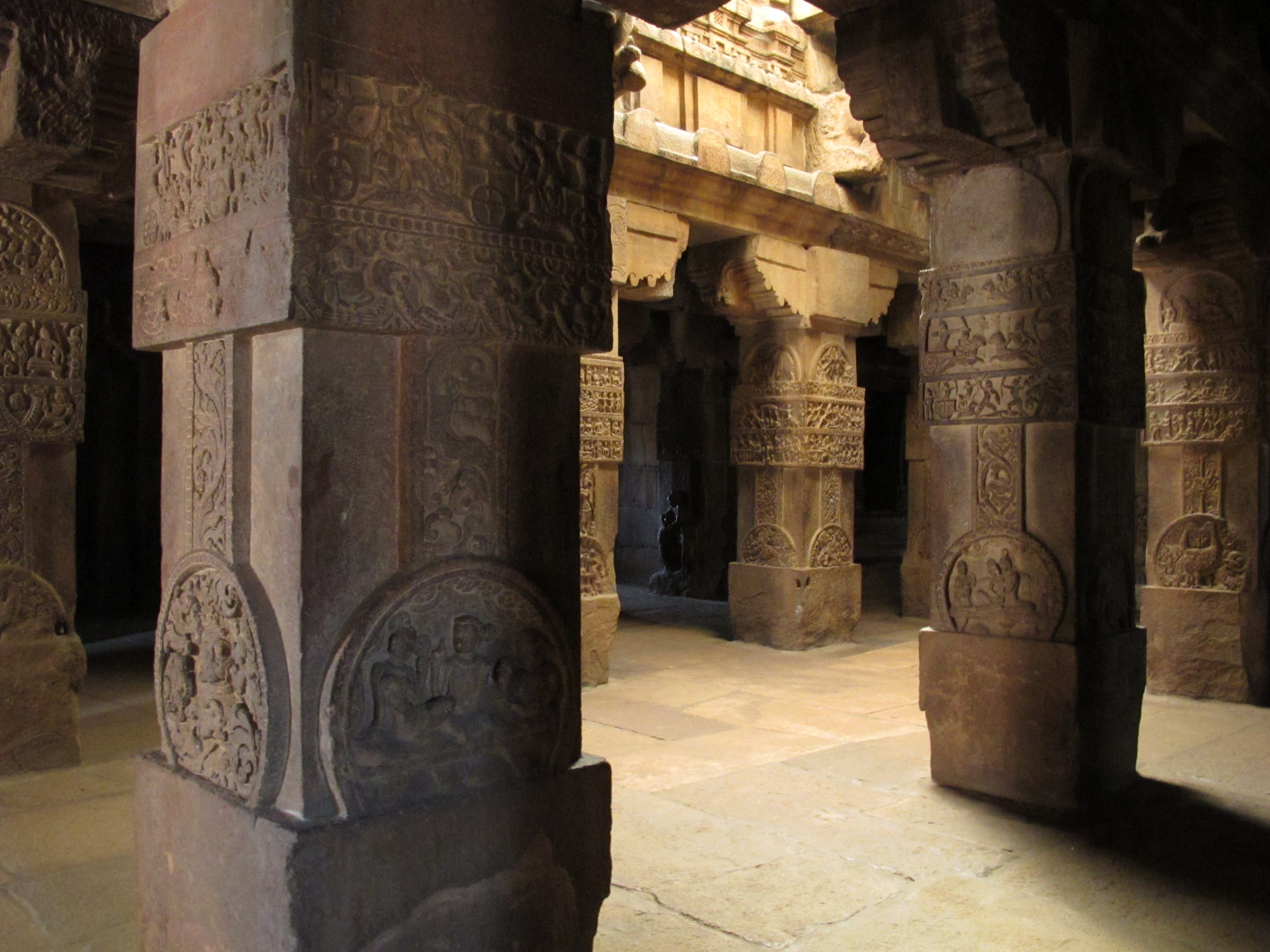
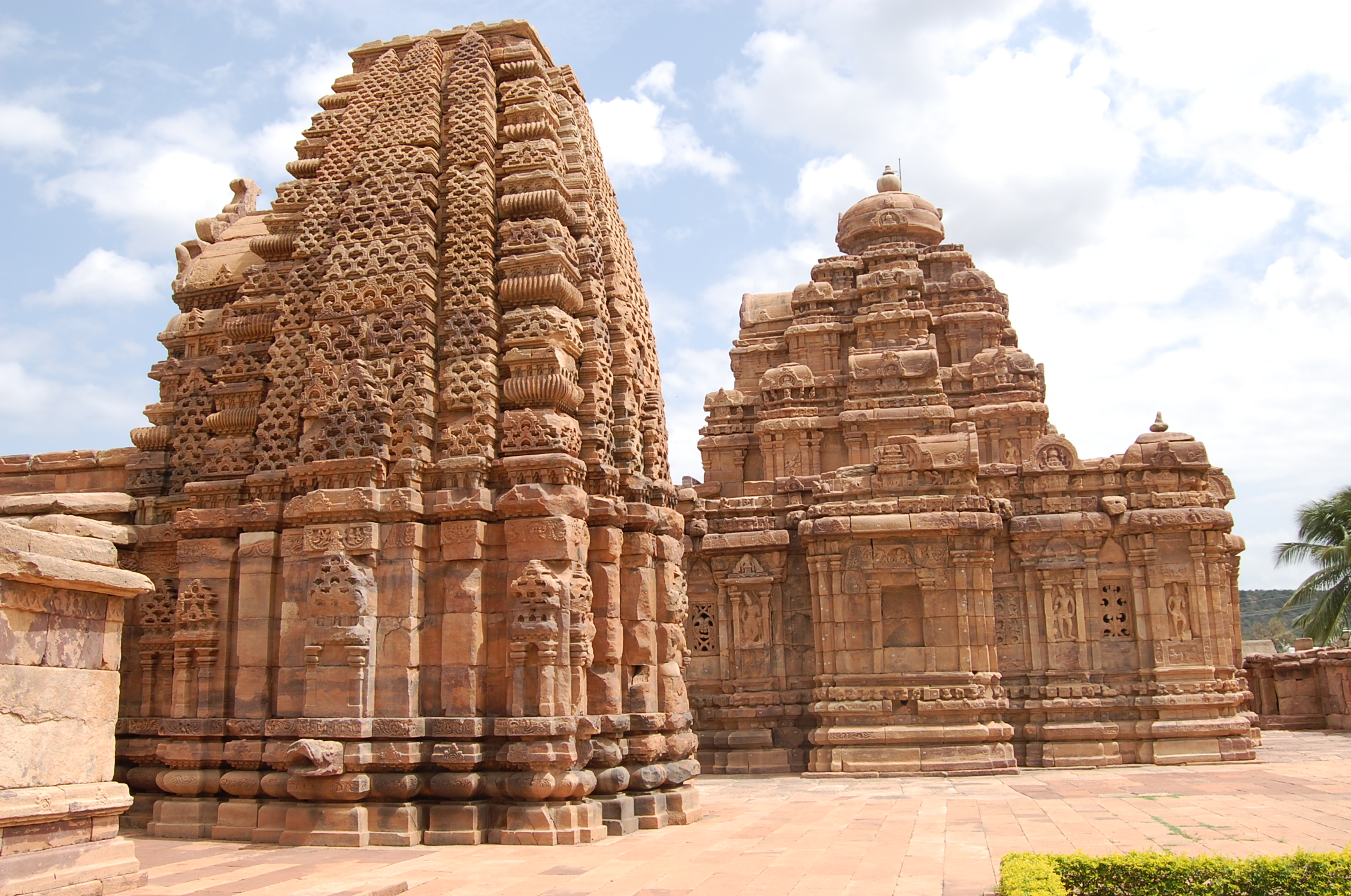
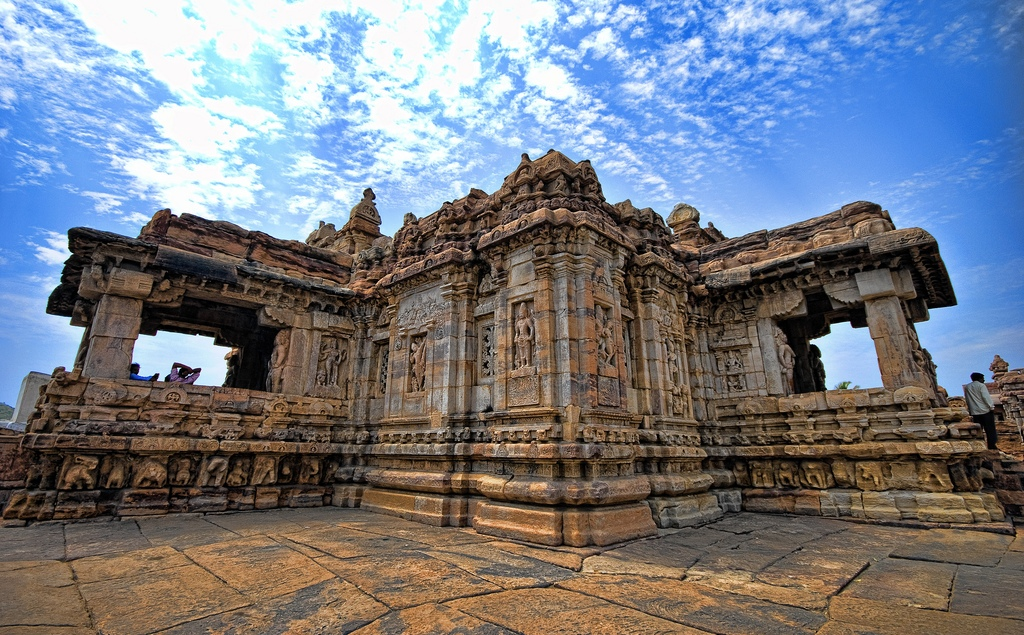
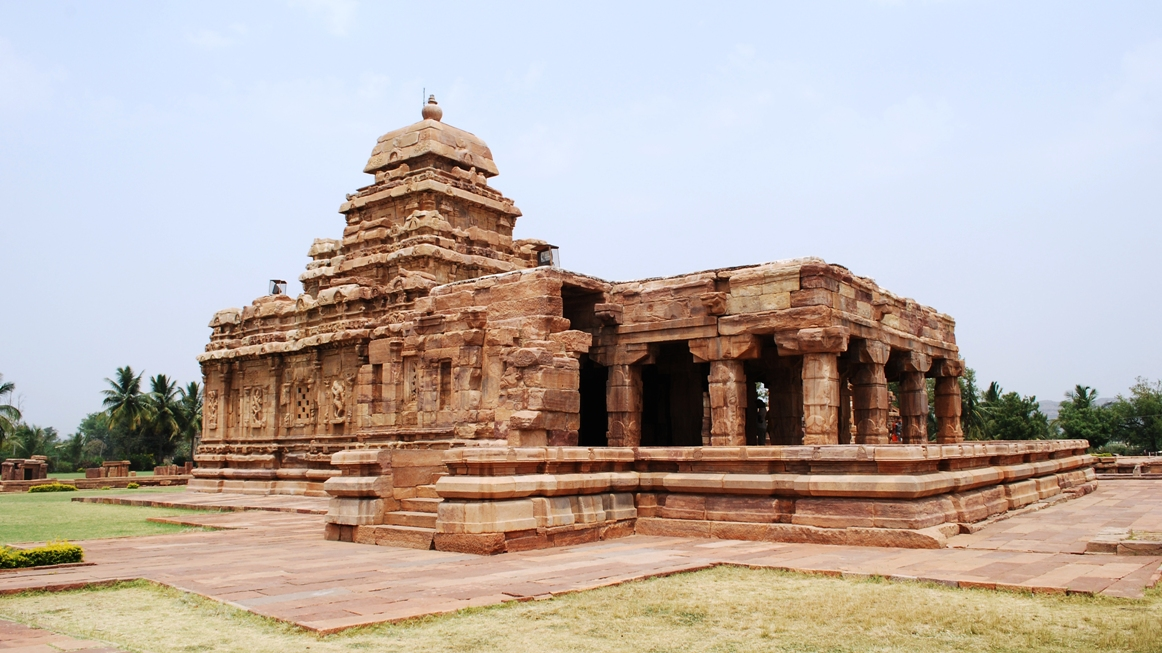

## Fordítás
Ez a szócikk részben vagy egészben  a   Pattadakal című angol Wikipédia-szócikk fordításán alapul.  Az eredeti cikk szerkesztőit annak laptörténete sorolja fel. Ez a jelzés csupán a megfogalmazás eredetét és a szerzői jogokat jelzi, nem szolgál a cikkben szereplő információk forrásmegjelöléseként.